# Indianapolis
Indianapolis este un oraș cu statut de municipiu întâi, centrul administrativ și cel mai mare oraș a statului Indiana. În conformitate cu Recensământul american din 2020, populația municipiului este de aproximativ 887.000 locuitori, iar o estimare mai recentă din 2025 a estimat populația a fii de 639.000 locuitori, în scădere. Pe timp ce zona metropolitană Indianapolis (orașul și suburbiile, municipiile înconjurătoare) are o populație de 2.111.000 locuitori, în creștere față de figura din 2020. Totodată, Indianapolis este reședința și sediul a comitatului Marion.

## Personalități născute aici
- Clarence Zener (1905 - 1997), fizician;
- Dan Quayle (n. 1947), om politic;
- Mike Epps (n. 1970), actor.